# Religion de la Perse achéménide
Sauf précision contraire, les dates de cet article sont sous-entendues « avant l'ère commune » (AEC), c'est-à-dire « avant Jésus-Christ ».
La religion de la Perse de la période des rois achéménides (539-331) est mal connue, faute de sources nombreuses, provenant essentiellement de l'entourage royal. Nos connaissances portent donc essentiellement sur une religion d'État, très influencée par le pouvoir royal et ses besoins idéologiques. Cette religion présente des liens avec le mazdéisme/zoroastrisme des Perses ultérieurs, mais on discute encore pour savoir si on peut employer ces noms pour la religion des Perses de l'époque achéménide.

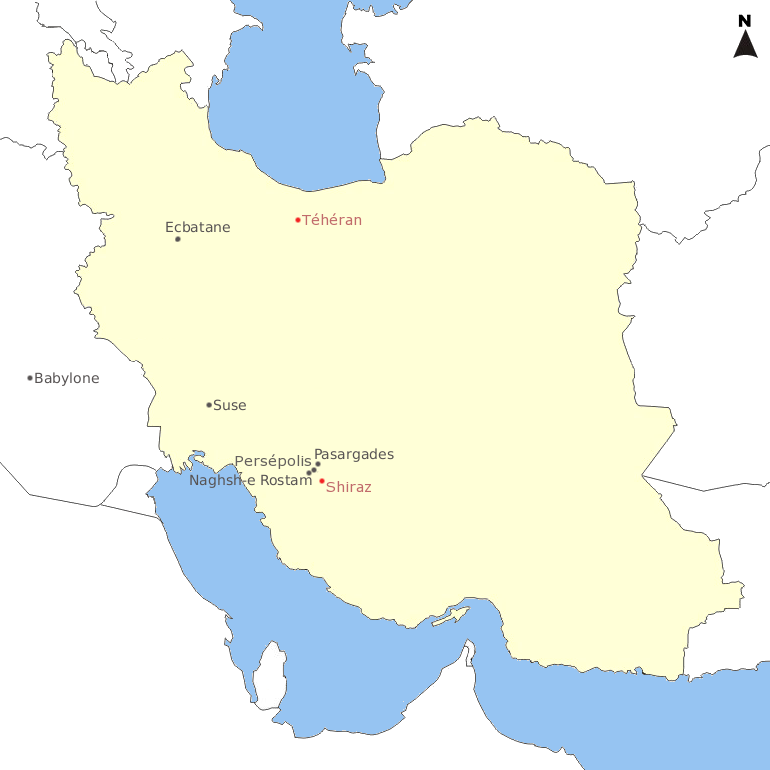
Carte de localisation des principales villes achéménides.

## Sources
Les sources sur la religion de la Perse au temps des Achéménides proviennent dans leur immense majorité de la Perse même. Les inscriptions royales fournissent çà et là des informations sur les croyances religieuses des rois achéménides. On y voit surtout la prééminence du dieu Ahura Mazda dans l'idéologie royale achéménide. Tout cela reste léger, d'autant plus que les restes architecturaux des anciens sites archéologiques achéménides ne disent quasiment rien sur le domaine religieux. La découverte en 1933-1934 par les équipes de l'Oriental Institute de Chicago de tablettes cunéiformes écrites dans le palais royal de Persépolis a permis de mieux connaître la religion du centre du royaume et de la région élamite sous les Achéménides. Il s'agit de textes administratifs, rédigés pour la majorité en élamite, langue de l'administration dans la région perse à cette période. Ils mentionnent en général les sorties d'offrandes qui sont destinées à certaines localités entourant la capitale perse, sans toujours évoquer le dieu auquel on rend hommage. D'autres sources extérieures viennent compléter ce tableau, notamment l'historien grec Hérodote, contemporain de l'Empire, qui évoque certaines croyances perses. Le texte sacré de la religion des Perses aux époques postérieures à l'Empire achéménide, l'Avesta, peuvent offrir des parallèles avec la religion achéménide. Les parallèles les plus probants sont ceux établis avec les passages les plus anciens, les Gathas, attribuées par la tradition au prophète Zarathoustra lui-même.

## Une religion d'État

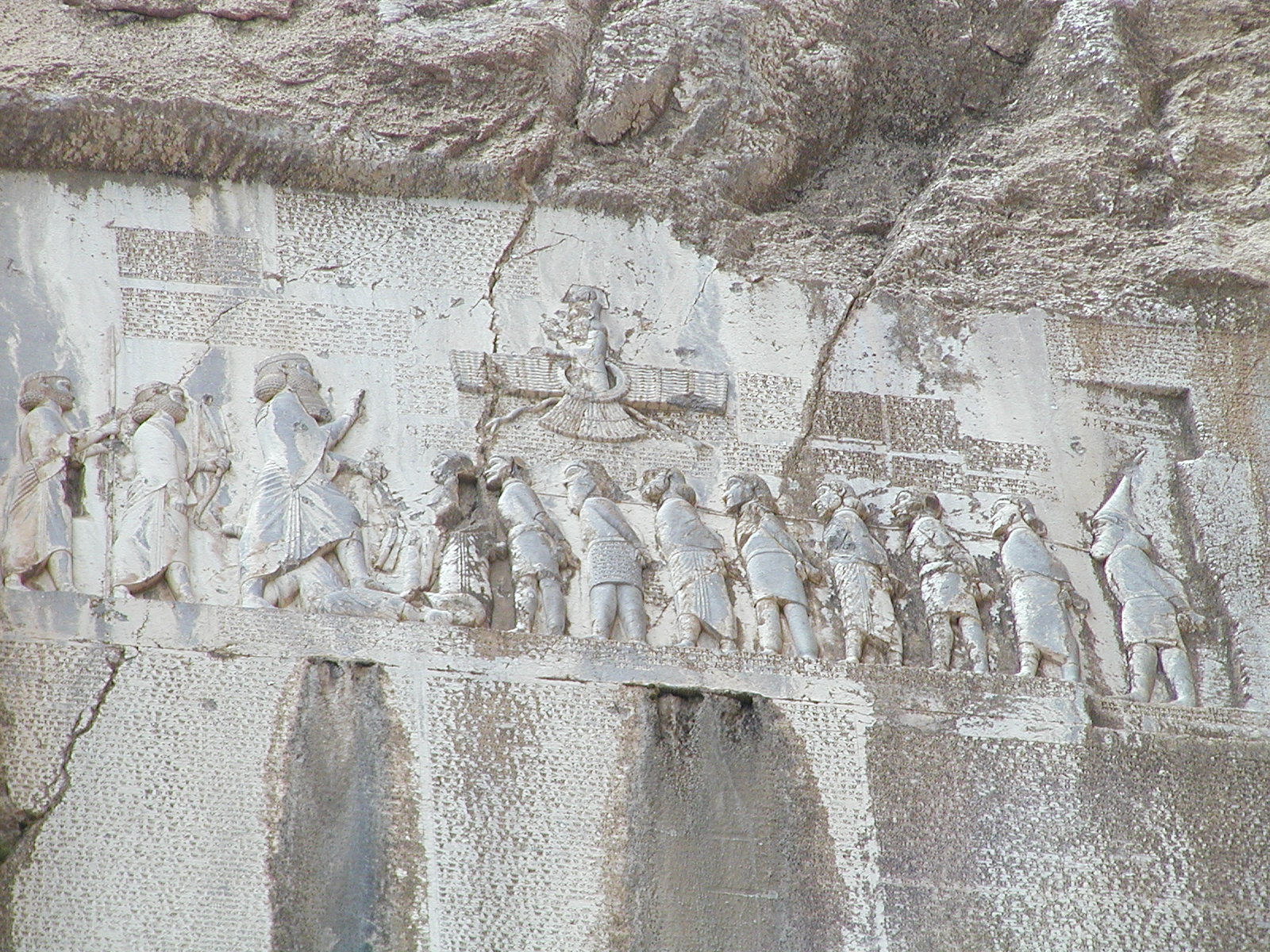
Inscription de Behistun, mettant en scène le roi Darius Ier.

Les sources relatives à la religion achéménide nous montrent surtout les relations entre le Grand roi et le dieu Ahura Mazda, qui est le véritable maître de l'Empire,. Le roi n'est en fait que l'instrument du dieu, qui l'a placé à la tête de l'Empire, c'est celui qui est censé accomplir ses volontés sur Terre. Récemment, il a été proposé que les rois perses avaient l'ambition de reconstituer le paradis originel créé par Ahura Mazda, en éliminant le « mensonge » qui s'oppose à la justice.
De fait, la « religion populaire » de la Perse achéménide nous échappe en grande partie. Les cultes que nous montrent les tablettes de Persépolis permettent certes de connaître d'autres divinités que Ahura Mazda, mais il s'agit d'envois d'offrandes pris en charge par la palais royal. Les prêtres que l'on connaît agissent encore dans le cadre du culte royal, qui tourne notamment autour du sacrifice-lan (voir plus bas). De plus, des mages accompagnent le roi lors de chacun de ses déplacements, pour lui permettre de garder le contact avec le monde divin.

## Les souverains achéménides et le zoroastrisme

Bas-relief d'un Faravahar à Persépolis.

La question de savoir si les Achéménides étaient Zoroastriens ou non a été longuement débattue par les chercheurs, à partir de plusieurs éléments qu'il convient d'analyser. D'abord, le fait est que le prophète Zarathoustra n'est jamais mentionné dans les textes perses de l'époque, même s'il apparaît dans les textes des auteurs grecs à partir du Ve siècle. Mais son grand dieu, Ahura Mazda, est bien le plus important dans les inscriptions royales : il est le seul dieu qui y est évoqué explicitement à partir de Darius Ier, mais les Amesha Spenta qui lui sont liés dans l'Avesta sont absents. Ces mêmes textes évoquent bien la présence d'« autres dieux qui existent », sans les nommer. Ce n'est qu'à partir du règne d'Artaxerxès II et/ou d'Artaxerxès III que sont mentionnées d'autres divinités iraniennes, Anahita et Tiri (Tishtrya ?), dans les inscriptions royales, au cours d'une période qui semble connaître des changements religieux notables. Dans les tablettes de Persépolis, datées du règne de Darius Ier, on trouve des noms d'autres divinités iraniennes aux côtés d'Ahura Mazda et Anahita : Mizdushish, Naryasanga, et peut-être Zurvan. L'art achéménide représente plusieurs fois la figure du Faravahar, un des symboles présents dans la religion zoroastrienne, et d'autres œuvres d'époque achéménide peuvent s'expliquer avec des références aux croyances de cette religion. Les sources grecques mentionnent l'importance du culte du Feu, et de celui du Soleil pour les Achéménides, ce qui renvoie encore aux traditions zoroastriennes. 
Des concepts connus dans l'Avesta ont des parallèles dans les textes achéménides, avant tout l'inscription de Behistun de Darius Ier : le « mensonge » avestique (druj-), opposé à la « vérité », « justice » (aṧa-), se retrouve dans le mot vieux perse des textes achéménides drauga-. Il semble donc que Darius Ier suive des règles morales que l'on retrouve dans le zoroastrisme, et ait une conception dualiste opposant bien et mal. Mais les concepts religieux sont peut-être politisés, le « mensonge » caractérisant peut-être l'acte de trahison, de rébellion contre le Grand roi. Son fils Xerxès Ier fait également usage d'une notion qui a des parallèles dans le zoroastrisme, celle de la lutte contre les daivas, des faux-dieux (daevas dans l'Avesta) dont il dit avoir supprimé le culte, mais on ne sait pas où. Diverses pratiques de ce même roi, comme les sacrifices qu'il fait accomplir à plusieurs reprises comme d'autres de ces prédécesseurs, sont en inadéquation avec les principes de Zarathoustra, et pourraient être des survivances de croyances plus anciennes.
Finalement, il y a de nombreux points communs entre la religion achéménide et le zoroastrisme. Les rois achéménides sont des adorateurs d'Ahura Mazda, donc des « mazdéens » au sens propre du terme, et les notions communes au zoroastrisme qui apparaissent dans leurs inscriptions reflètent une conception dualiste du monde. On est indéniablement dans un fonds religieux commun. Mais si les Achéménides remplissent de nombreuses conditions qui feraient d'eux des Zoroastriens, on remarque des divergences avec les croyances ultérieures du zoroastrisme, et le fait que le nom de Zarathoustra n'apparaisse pas dans leurs textes ne permet pas d'affirmer avec certitude que les Achéménides sont adeptes des préceptes de ce prophète depuis le début du VIe siècle comme a pu le faire M. Boyce, ni même après les supposées réformes d'Artaxerxès II et/ou III. En tout état de cause, il est également possible qu'on soit en présence d'une forme primitive de cette religion, ou bien simplement d'une religion qui lui est fortement apparentée.

## Liens avec la religion élamite et les autres religions du Moyen-Orient
La religion de la Perse achéménide, tout en conservant les principaux traits des religions iraniennes, a subi l'influence de celle des Élamites auxquels les Perses se sont liés en s'installant sur les terres orientales de l'ancien royaume d'Élam. Les textes de Persépolis, rédigés en grande partie en langue élamite, montrent clairement qu'il y a toujours des Élamites au cœur du pays perse, et qu'ils continuent de vénérer leurs dieux selon leurs anciennes traditions, tout en participant parfois au culte de divinités iraniennes. Il reste à déterminer dans quelle mesure cette coexistence a pu influencer la religion des Perses, et si les divinités élamites et iraniennes ont pu être confondues par un phénomène de syncrétisme. Des divinités mésopotamiennes, présentes depuis longtemps en Élam, font également l'objet d'un culte. Il est également probable que plusieurs des croyances des peuples conquis par les Perses, comme les Babyloniens ou les Grecs, ont pu influencer la religion perse.

## Divinités
La principale divinité de la Perse achéménide est donc Ahura Mazda (le « Seigneur-Sagesse »). Il ne s'agit pas d'un monothéisme, mais plutôt d'un hénothéisme : Ahura Mazda domine le panthéon, tend à concentrer les attributs des autres divinités, mais il n'est pas le seul dieu dont on reconnaît l'existence. Sa fonction est explicitée longuement dans l'inscription de Behistun. Il est avant tout d'être le maître suprême du monde, le « plus grand des dieux » (hya mathišta bagārām), on lui attribue la création de la Terre, du Ciel, et des humains ainsi que de leur bonheur. C'est de lui que les rois disent détenir leur pouvoir, c'est grâce à lui qu'ils remportent leurs victoires, il protège le royaume contre divers dangers. D'où la relation privilégiée entre les rois et ce dieu, comme on le voit dans les prières de Darius Ier. On ne trouve pas de mentions d'attributs qu'Ahura Mazda possède dans l'Avesta, comme ses vertus divines et les Amesha Spenta.
Des noms de divinités qui apparaissent dans les tablettes de Persépolis peuvent être rattachés avec plus ou moins de certitudes avec des divinités iraniennes connues dans des sources comme l'Avesta, le problème étant que leur nom transcrit en cunéiforme ne correspond pas exactement à leur nom connu par les textes iraniens,. Leurs fonctions ne sont pas précisées dans ces tablettes, qui rapportent seulement des offrandes faites pour des localités précises. Mais on peut au moins mentionner leurs aspects que l'on connaît par d'autres textes relatifs à la religion iranienne qui ne datent pas de la période achéménide, en sachant que leurs fonctions ont donc pu différer. Les Visai Baga (« Tous les Dieux ») sont une entité collective, qui a des parallèles jusque dans le Rig Veda. Leur culte est pratiqué en peu d'endroits. On trouve également, avec plus ou moins de certitudes : Naryasanga, appelé « Messager des Dieux » dans l'Avesta ; Mizdushish, déesse du destin ; peut-être Zurvan, le Dieu du Temps de l'Avesta, considéré bien plus tard dans le Zurvanisme comme le père d'Ahura Mazda et de son contrepoint maléfique, Angra Mainyu, ou encore Hvarira, le Génie du Soleil Levant, voire Brtakamya, « celui qui accomplit les vœux ». On trouve également un mystérieux Thaigracish dans un texte. Finalement, très peu de dieux iraniens sont attestés avec certitude dans ces tablettes, et les offrandes qu'ils reçoivent sont peu nombreuses. Enfin, les inscriptions royales d'Artaxerxès II ou III mentionnent des divinités particulièrement importantes du panthéon iranien : Mithra, sa contrepartie la déesse Anahita, associée à l'amour et à la fertilité, et qui à ce titre a sans doute été rapprochée de la mésopotamienne Ishtar, et le dieu Tiri qui correspond sans doute à Tishtrya, autre divinité associée à la fertilité, rapproché du dieu mésopotamien Nabû. Selon M. Boyce, c'est de cette même période que daterait le début du Zurvanisme, et qu'apparaitrait donc la divinité Zurvan. Les Perses vouaient également un culte à quelques éléments naturels : ils effectuaient des sacrifices envers les montagnes, certaines rivières, mais aussi des localités.
Les tablettes de Persépolis mentionnent enfin des cultes dédiés à des divinités élamites et mésopotamiennes dans les districts environnant la capitale perse. Au premier rang arrivent les grands dieux élamites Humban et Napirisha, à côté d'autres dieux inconnus par ailleurs dont le nom semble élamite, ainsi que le dieu de l'Orage mésopotamien, Adad. Reste à savoir si leur culte a réellement impliqué des Perses, ou s'il est plutôt resté le fait d'Élamites, dans la mesure où cette division serait restée pertinente à la suite des unions entre ces deux peuples.

## Lieux du culte
Selon les dires d'Hérodote, les Perses n'ont aucun temple, et ils n'élèveraient à leurs dieux aucune statue et aucun autel. Aucun monument sur un site de Perse de cette période n'a été clairement identifié comme étant un temple, et les représentations figurées de scènes de culte sur des sceaux restent difficiles à interpréter. Il faut donc admettre qu'une grande part du culte perse s'effectuait en plein air. Pourtant, sous Artaxerxès II, on a la mention de temples dédiés à Anahita, mais hors de Perse{{}}. Des ruines d'édifices qui pourraient être des temples ont été exhumés dans les niveaux achéménides des sites de Suse, Arin Berd et Persépolis. Les temples achéménides n'apparaissent peut-être que sous le règne d'Artaxerxès II. Il est donc toujours impossible de savoir à quels types d'endroits les Perses achéménides effectuaient les sacrifices à leurs dieux. Récemment, il a été proposé que les grands jardins des perses, les paradis (paridaida), avaient peut-être une fonction religieuse, ce qui pourrait en faire les héritiers des bosquets sacrés (husa) élamites,.

## Acteurs du culte
Le roi constitue le principal intermédiaire entre les dieux (avant tout Ahura Mazda) et les hommes. Contrairement à ce qu'ont pu dire certains auteurs grecs, il n'a jamais été considéré comme un dieu, même s'il a une place à part parmi les hommes. Il devait accomplir périodiquement des actes rituels en Perse, avant tout des sacrifices aux divinités iraniennes. Le palais royal finance les sacrifices aux différentes divinités attestées dans les tablettes de Persépolis. Ceux-ci sont destinés à des localités de la région entourant la capitale, où ils sont pris en charge sur place par les administrateurs et des desservants. 
Les tablettes persépolitaines mentionnent bien un personnel spécialisé dans le culte, dont les fonctions exactes sont difficiles à identifier. Le personnel cultuel reçoit du palais royal des produits destinés à accomplir des actes sacrificiels. Certains prêtres sont appelés šatin, comme au temps du royaume élamite. Ils pourraient être destinés en priorité au culte des dieux élamites et mésopotamiens, mais on en voit aussi sacrifier à Ahura Mazda. Les autres prêtres qui apparaissent dans les archives de Persépolis sont les mages (maguš), qui vénéraient peut-être les dieux iraniens en priorité,,. Ils portent parfois le titre de lan-lirira (« celui qui fait la cérémonie-lan »), ce qui montre qu'une de leurs principales fonctions est de présider aux sacrifices au cours de la cérémonie-lan (voir plus bas). Cette importance des mages dans les sacrifices est confirmé par certains auteurs grecs. Mais la nature exacte de leurs fonctions dans l'Empire achéménide reste débattue suivant les témoignages grecs : Hérodote mentionne une tribu du peuple mède portant ce nom, mais les informations concernant la période achéménide semblent plutôt indiquer qu'ils sont une sorte de caste, ou du moins que la fonction se transmet de père en fils (ce qui est courant dans le milieu sacerdotal du Moyen-Orient antique). D'autres personnages apparaissant dans les textes persépolitains sont peut-être des atravaša (« celui garde le Feu »), se consacrant plus spécifiquement au culte du Feu, mais cela est débattu (voir ci-dessous).

## Rituels et fêtes religieuses
Les Perses de l'époque achéménide effectuaient des sacrifices pour leurs dieux,. Les auteurs grecs mentionnent notamment le sacrifice animal : Cyrus le Jeune sacrifie des chevaux et des taureaux. Dans les tablettes de Persépolis en revanche, les offrandes faites aux divinités iraniennes sont surtout du grain, de la bière et du vin. Le type de cérémonie sacrificielle le plus attesté est celui qui est appelé Dlan dans les tablettes, qui est pratiqué dans les régions où l'on trouve sans doute la plus forte concentration de Perses. Des rations lui sont destinées régulièrement, chaque mois. Les quantités varient, sans doute en fonction de la taille du temple auquel elles sont destinées. Le dieu auquel il est destiné n'est pas mentionné : selon H. Koch, ce serait Ahura Mazda, mais il semble plutôt qu'il s'agisse d'une forme de sacrifice courant qui n'est pas exclusive à une divinité en particulier. D'autres rituels et fêtes donnent lieu à des sacrifices animaux : des moutons sont sacrifiés lors de la cérémonie dite du kušukum, qui est apparemment d'origine élamite. Les auteurs grecs soulignent le fait que les grands sacrifices étaient souvent accompagnés de banquets festifs. C'est le roi qui occupe toujours la place centrale dans les grandes cérémonies religieuses, dont il est le pourvoyeur. Plus tard, une réforme du calendrier survient sous le règne d'Artaxerxès II, introduisant les noms des divinités iraniennes dans les noms des mois, ce qui semble accompagner la mise en place de fêtes religieuses dédiées à ceux-ci.
Les Perses rendaient également un culte à des éléments naturels, en premier lieu le Feu (mais aussi à l'Eau). L'importance du culte du Feu est mise en avant en premier lieu par les auteurs grecs qui décrivent le culte perse. Mais on la retrouve également dans les tablettes de Persépolis, qui mentionnent des personnages qui sont peut-être des « gardiens du Feu » (atravaša), même si aucun culte du feu n'y est attesté explicitement. Aucun temple du feu achéménide n'a été mis au jour, et aucun n'apparaît dans les textes persépolitains. Cependant, de nombreuses empreintes de sceaux et des bas-reliefs (notamment à Naqsh-e Rostam) montrent des scènes de culte rendu au Feu, représenté par des flammes qui sortent d'un autel.

## Les rois perses et la religion des autres peuples de l'Empire

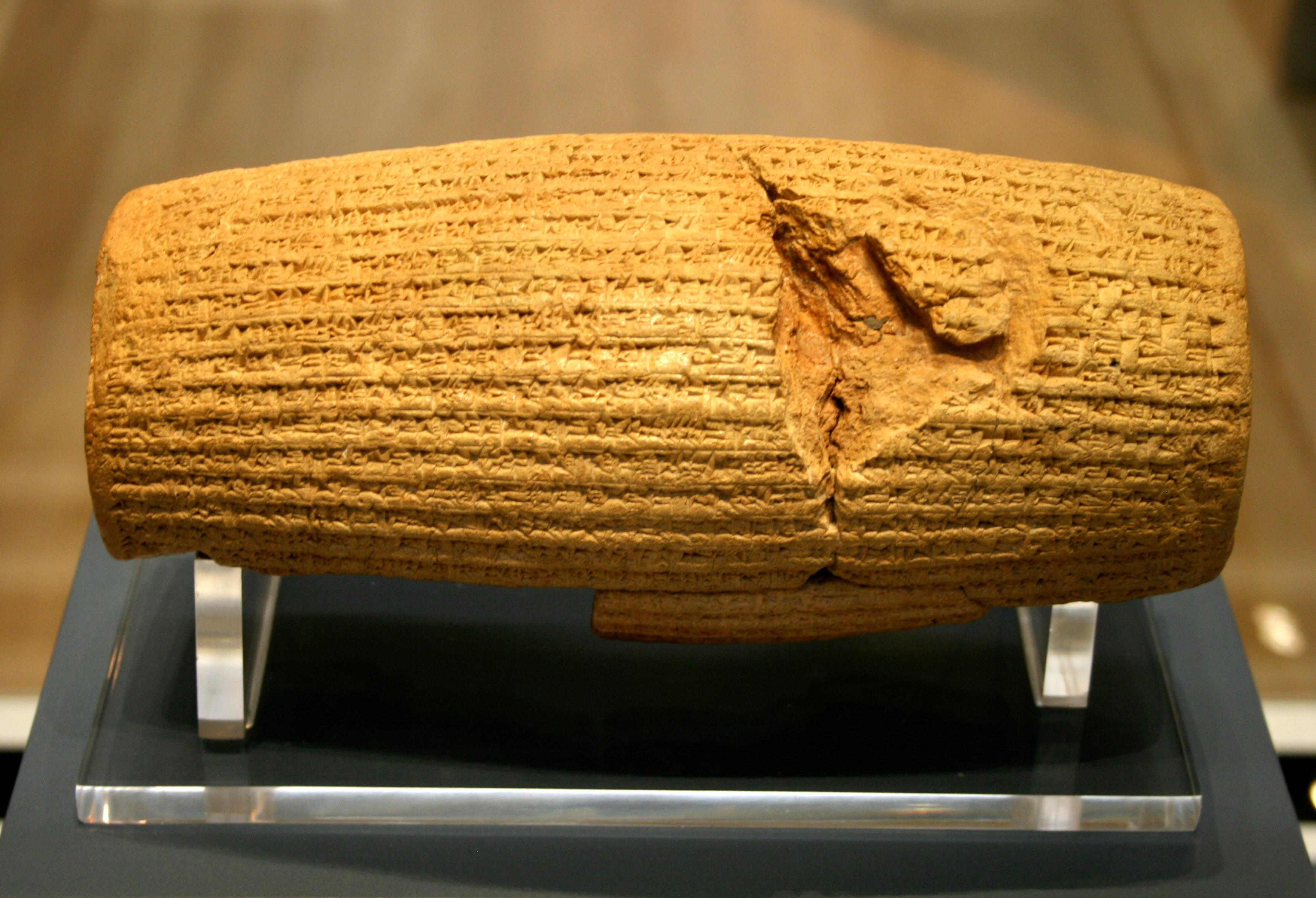
Le Cylindre de Cyrus conservé au British Museum.
Photo par Mike Peel.

Les rois perses n'ont jamais tenté de renforcer leur construction impériale en imposant leur propre idéologie royale aux peuples vaincus. De fait, Ahura Mazda n'est vénéré qu'en Perse ou bien par des Perses résidant hors du cœur de l'Empire. Dans les régions de l'Empire, les rois perses se présentent comme les successeurs et continuateurs des traditions locales. C'est le fondateur de l'Empire, Cyrus II, qui a montré l'exemple lorsqu'il a conquis Babylone : dans le texte porté sur un cylindre écrit en akkadien retrouvé dans cette ville, il s'est présenté comme l'élu du grand dieu local Marduk, et a fait en sorte que le culte de ce dernier puisse perdurer. Il a même fait revenir dans leurs temples les statues de culte que le dernier roi babylonien, Nabonide, avait déporté. Son attitude envers les Juifs exilés en Babylonie, autorisés à retourner en Judée et à relever le Temple de Jérusalem, procède des mêmes principes. Cambyse et Darius ont une attitude similaire en Égypte, où ils reprennent le titre de pharaon et les obligations religieuses qui vont avec. En Perse même, au cœur de l'Empire, le Grand roi pourvoit aux besoins des cultes des divinités non iraniennes vénérées par les populations élamites qui habitaient seules la région avant la venue des Perses. Mais quand une province se révolte, la répression peut aussi porter sur ses dieux : lorsque les cités grecques de Ionie se soulèvent contre Darius Ier et qu'elles sont ensuite vaincues, les statues de leurs dieux sont amenées vers Sardes et Suse.